# (368719) Asparoukh
(368719) Asparoukh, internationalement (368719) Asparuh, est un astéroïde de la ceinture principale.

## Description
(368719) Asparoukh est un astéroïde de la ceinture principale. Il fut découvert le 25 octobre 2005 à Plana par Filip Fratev. Il présente une orbite caractérisée par un demi-grand axe de 2,59 UA, une excentricité de 0,27 et une inclinaison de 6,5° par rapport à l'écliptique.
Il est nommé d'après le khan des Bulgares, Asparoukh.

## Compléments